# 江潮 (弘治進士)
江潮（1466年—1531年），字天信，號鍾石，江西貴溪縣人，明朝政治人物。成化丙午科江西解元，弘治己未進士。嘉靖初官至山西巡撫，因捲入李福達案，革職回籍。

## 生平
成化二十二年（1486年）丙午科江西鄉試第一名舉人。弘治十二年（1499年）登己未科進士。任南直隸壽州知州，十八年擢升南京刑部员外郎，正德三年（1508年）升广东按察司佥事，剿灭连州山寇李亞保。五年升本省提学副使，拔取霍韜、萧汝成等人。七年丁父憂，三年后除服，补山东提学副使。十五年遷山东按察使。
嘉靖元年（1522年）六月陞廣東布政使司左布政。嘉靖四年（1525年）三月，陞都察院右副都御史，巡撫山西，提督三關軍務。嘉靖六年（1527年），因李福達案下獄，後釋歸。嘉靖十年卒于家，享年六十六。隆庆元年（1567年）追贈兵部左侍郎。

## 家族
其先为福建浦城人，北宋宣和有江公榮在江西弋阳为官，之后定居当地，淳熙初年又遷徙到贵溪的湖陵里。六世祖江彦璋，举元朝乡贡生。生文斌，文斌生永洪，官监利县丞。生三子，季子即江潮的祖父江宪，曾任應天府学官。父江左，成化乙酉舉人，官至耒陽縣知縣。母汪氏。具庆下。元配张淑人，生一子江一夔，以贡为潜山知县。孫惟远、惟大。曾孫美冕、美中、美绅、美士。

## 紀念
江西貴溪縣曾有「解元坊」，為當地解元劉洙、江潮、葉桂章立。